# Grande Dame d'un jour
Pour plus de détails, voir Fiche technique et Distribution.
Grande Dame d'un jour (Lady For a Day) est un film américain de Frank Capra sorti en 1933. Capra lui-même en fera un remake en 1961 : Milliardaire pour un jour (Pocketful of Miracles). Ce film lui offre sa première nomination pour l'oscar du meilleur réalisateur.

## Synopsis
Annie est une clocharde qui vend des pommes à Broadway. Elle a fait croire à sa fille Louise, élevée en Espagne, qu’elle appartenait à la haute société new-yorkaise. Un jour, Louise annonce son arrivée aux États-Unis, accompagnée de son fiancé et de son père, des nobles espagnols. Dave "the Dude" Conway, un gangster convaincu que les pommes d’Annie lui portent chance, et son amie "Queenie" Martin vont s’efforcer de faire passer Annie pour une femme du monde le temps du séjour de Louise.

## Fiche technique
- Titre : Grande Dame d'un jour
- Titre original : Lady For a Day
- Réalisateur : Frank Capra
- Scénario : Robert Riskin, d'après une histoire de Damon Runyon
- Chef opérateur : Joseph Walker, assisté notamment d'André Barlatier (cadreur, non crédité)
- Musique : Howard Jackson
- Costumes : Robert Kalloch (non crédité)
- Montage : Gene Havlick, assisté de Charles Nelson
- Production : Harry Cohn pour Columbia Pictures
- Genre : Comédie
- Durée : 96 minutes
- Dates de sortie : 
  - États-Unis : 13 septembre 1933
  - France : 26 janvier 1934

## Distribution
- May Robson : Apple Annie - 'Mrs. E. Worthington Manville'
- Warren William : Dave the Dude - 'Dave Manville'
- Guy Kibbee : le juge Henry G. Blake - 'Hon. Edward Worthington Manville'
- Glenda Farrell : Missouri Martin
- Ned Sparks : Happy McGuire
- Walter Connolly : le comte Romero
- Jean Parker : Louise
- Nat Pendleton : Shakespeare
- Barry Norton : Carlos Romero
- Hobart Bosworth : le gouverneur
- Robert Emmett O'Connor : l'inspecteur MacCreary
- Halliwell Hobbes : John, le majordome
- Samuel S. Hinds : Le maire

Acteurs non crédités
- Joe Bordeaux : un invité à la réception
- George Cooper : « Cheesecake »
- Tom London : un invité à la réception